# 로런츠 군
로런츠 군(Lorentz群, Lorentz group)이란 민코프스키 공간 상의 로런츠 변환과 회전변환을 모아놓은 군을 말한다. 중력이 작용하지 않는 경우에는 로런츠 군에 속하는 변환에 대하여 많은 물리학적 법칙들의 형태가 변하지 않는 대칭성을 가지고 있다.
예를 들면,
- 특수 상대성 이론의 동역학 법칙들
- 전자기학의 맥스웰 방정식
- 양자역학의 전자에 대한 디랙 방정식

이 있다. 때문에 로런츠 군의 변환들은 자연의 법칙들이 가져야 할 기본적인 대칭성으로 받아들여지고 있다.

## 정의
로런츠 군은 민코프스키 공간의 원점을 변화시키지 않는 등거리변환을 모두 모아놓은 군이다. 즉, 선형변환
{\displaystyle \Lambda :x^{\mu }\mapsto x'^{\mu }=\Lambda _{\nu }^{\mu }x^{\nu }}
중 거리
{\displaystyle \eta _{\mu \nu }x^{\mu }x^{\mu }=t^{2}-x^{2}-y^{2}-z^{2}\;}
가 변하지 않고 원점이 변하지 않는 변환을 모아놓은 군이다. 로런츠 군의 원소들은 직교행렬, 즉, Λ−1 = ΛT 이고, 계량텐서 ημν의 부호가 (+,-,-,-) 이기 때문에 직교군 O(1,3) 라 부르기도 한다.
로런츠 군은 군이면서 매끄러운 다양체이므로 리 군을 이룬다.

## 연결성분과 제한된 로런츠 군
로런츠 군은 총 네 개의 연결 성분을 갖는다. 즉, 위상수학적으로 서로 분리된 군의 네 부분들을 생각해 볼 수 있다. 간단히 말해, 로런츠 군의 원소들은 다음의 조건에 따라 네 가지로 분류할 수 있다.
- 시간을 역전시키는가?
- 공간의 방향이 유지되는가?

여기서, 시간이 역전되지 않는 변환을 정시적(orthochronous)이라고 하고, 방향이 유지되는, 즉 det Λ = 1 인 변환을 고유(proper)하다고 한다.
군의 항등원은 정시적이며 고유한 연결 성분에 들어있으며, 시간이 역전되지 않고 방향이 유지되는 변환들이 모두 포함되어 있다. 이 또한 부분군을 이루며 리 군이다. 이 연결 성분을 정시적 고유 로런츠 군 또는 제한된 로런츠 군(restricted Lorentz group)이라 하며 SO+(1,3)라 쓴다. 경우에 따라선 로런츠 군을 말할 때 제한된 로런츠 군을 가리키기도 한다. 또한 제한된 로런츠 군은 로런츠 군의 정규 부분군이다.
제한된 로런츠 군에 대한 로런츠 군의 몫군 O(1,3)/SO+(1,3)은 공간반전 P 와 시간역전 T 로 구성되어 있으며, {1, P, T, PT}의 네 가지 원소를 가지고 있다. 이 몫군은 클라인 4원군과 동형이다.

## 로런츠 대수
제한된 로런츠 군의 원소는 항등원과 연결되어 있기 때문에, 다음과 같은 무한소변환을 생각할 수 있다.
{\displaystyle \Lambda _{\nu }^{\mu }=\delta _{\nu }^{\mu }+\omega _{\nu }^{\mu }}
여기서 |ωμν| ≪ 1이다. 변환의 무한소 부분 ω는 로런츠 군이 직교군이기 때문에 반대칭이어야 한다.
{\displaystyle \omega _{\mu \nu }=-\omega _{\nu \mu }\;}
반대칭인 4×4 행렬은 6개의 독립적인 변수를 가지고 있으므로, 제한된 로런츠 군은 6개의 매개변수를 갖는다. 이를 매개변수로 하여 제한된 로런츠 군의 무한소변환인 원소를 나타내 보면
{\displaystyle \Lambda =1-{\frac {i}{2}}\omega _{\mu \nu }J^{\mu \nu }\;}
로 쓸 수 있다. 여기서 Jμν는 제한된 로런츠 군의 생성원으로 로런츠 군의 표현에 따라 달라지며 반대칭이다. 앞의 1/2는 위에서 합 계산이 독립적인 매개 변수에 대해서만 해야 하지만, ω의 모든 성분에 대해 합이 이루어져 중복 계산이 되었기 때문에 붙은 것이다. 이를 무한소 변환이 아닌 변환으로 확장하면 임의의 제한된 로런츠 군의 원소는 다음과 같이 쓸 수 있다.
{\displaystyle \Lambda =e^{-{\frac {i}{2}}\omega _{\mu \nu }J^{\mu \nu }}}
제한된 로런츠 군은 리 군이므로 리 대수를 갖고 다음과 같이 주어진다.
{\displaystyle [J^{\mu \nu },J^{\rho \sigma }]=i(\eta ^{\nu \rho }J^{\mu \sigma }-\eta ^{\mu \rho }J^{\nu \sigma }-\eta ^{\nu \sigma }J^{\mu \rho }+\eta ^{\mu \sigma }J^{\nu \rho })\;}
생성원을 공간벡터로 쓸 땐, 다음과 같이 6개의 매개변수를 벡터 형태로 새로 정의하고
{\displaystyle \theta ^{i}={\frac {1}{2}}\epsilon ^{ijk}\omega ^{jk},\quad \eta ^{i}=\omega ^{i0}}
각각에 대한 생성원을 다음과 같이 공간 벡터로 쓴다.
{\displaystyle J^{i}={\frac {1}{2}}\epsilon ^{ijk}J^{jk},\quad K^{i}=J^{i0}}
이 때, 제한된 로런츠 군의 원소는 다음과 같이 쓸 수 있으며
{\displaystyle \Lambda =e^{-i\mathbf {\theta } \cdot \mathbf {J} +i\mathbf {\eta } \cdot \mathbf {K} }}
생성원에 대한 리 대수는 다음과 같다.
{\displaystyle [J^{i},J^{j}]=i\epsilon ^{ijk}J^{k}\;}
{\displaystyle [J^{i},K^{j}]=i\epsilon ^{ijk}K^{k}\;}
{\displaystyle [K^{i},K^{j}]=-i\epsilon ^{ijk}J^{k}\;}

## 같이 보기
- 로런츠 변환